# Sargochromis mortimeri
Sargochromis mortimeri és una espècie de peix de la família dels cíclids i de l'ordre dels perciformes.

## Morfologia
Els mascles poden assolir els 27,7 cm de longitud total.

## Distribució geogràfica
Es troba a Àfrica: Zàmbia.